# 中華民國—緬甸關係
中華民國與緬甸聯邦共和國於1947—1949年有大使級外交關係，斷交後，緬甸於2015年在中華民國首都台北設立具大使館功能的代表機構（2021年關閉）；中華民國也於2016在緬甸第一大城、前首都仰光設立同等功能的代表機構。

## 歷史

### 泰北孤軍
1949年，中華民國在國共內戰失利後撤往臺灣，原於雲南地區作戰的中華民國陸軍第八軍237師、第廿六軍93師，在失去後援後便經過跋山涉水，輾轉逃至緬甸北部。爾後因緬甸在中華人民共和國的慫恿與蘇聯的協助之下，向聯合國控訴中華民國入侵，在經過一番斡旋的調節之後，俗稱「孤軍」的中華民國陸軍第八軍237師、第廿六軍93師，移往泰國北部定居。爾後「孤軍」在泰國內戰有功，因而獲得泰王蒲美蓬授予功勳以及泰國居留權。部分孤軍成員選擇落地生根留在泰國，而部分選擇移民中華民國臺灣，目前大多數孤軍後裔多分布在桃園市龍岡的忠貞新村、南投縣的清境農場，以及高雄市美濃與屏東縣里港的交界處。

## 政治

### 外交

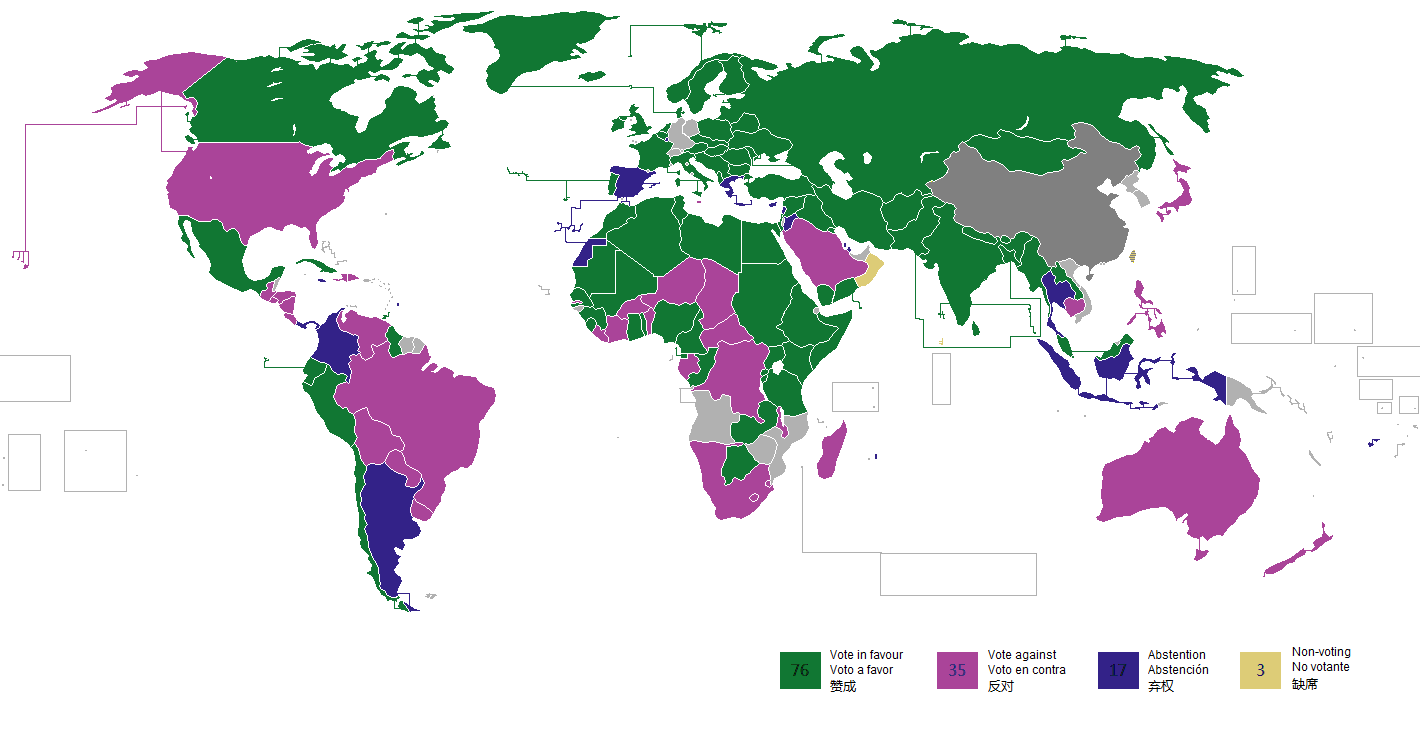
綠色國家表示在1971年的投票中反對中華民國續留聯合國，即《聯合國大會2758號決議》，其中包括緬甸。

1908年，清朝光绪三十四年，在英屬緬甸設立駐仰光领事馆
1912年，中華民國成立，繼續設立領事館，由清廷任命的蕭永熙繼續擔任領事。1939年，領事館升格為總領事館。
1942年，英屬緬甸向中華民國派駐代表。
1947年9月9日，與即將獨立的緬甸聯邦建立大使級外交關係，互設大使館，並互派大使。1948年1月1日，外交部次長葉公超作為慶賀緬甸獨立特使抵達仰光，參與緬甸正式獨立的儀式。
1949年12月16日，緬甸承認中华人民共和国。12月18日，中華民國與緬甸斷交。
1950年1月10日，大使館閉館。6月8日，緬甸與中華人民共和國建交。
1971年10月25日，第26屆聯合國大會就緬甸等23國所提出的「恢復中華人民共和國在聯合國的合法權利」議案進行表決。最終以76票贊成、35票反對、17票棄權的結果通過。根據《聯合國憲章》和聯合國大會議事規則，提案通過即成為正式決議，是為《聯合國大會2758號決議》。中華民國、馬爾地夫、阿曼等3國未投票。代表中國正統的中華民國政府，以外交部長周書楷為代表，在表決之前數小時，於大會上主動宣布退出聯合國。日後，中華民國政府將此決議稱為「排我納匪案」。
1997年5月，緬甸與其他10個國家先後在世界衛生大會全會中，發言反對中華民國以觀察員身分參與世界衛生大會。
2012年10月，翁山蘇姬訪問美國三周，10月2日在洛杉磯向數千名支持者發表公開演說時被問到緬甸期盼的民主典範時，她說緬甸從許多地方有太多東西可以學習，不只是像南韓、臺灣、蒙古和印尼等亞洲國家，還有在1980到1990年代從共產黨轉型為民主的東歐國家、從軍政府轉型的拉丁美洲國家、以及從獨裁政體轉型的南非。
2015年6月18日，民國黨主席徐欣瑩與發言人徐世勳赴緬甸，祝賀民運精神領袖翁山蘇姬70歲生日。
2020年1月18日，中華人民共和國與緬甸簽署《聯合聲明》，其中第9條指出「緬方重申堅定奉行一個中國政策，認為台灣、西藏、新疆是『中華人民共和國』不可分割的部分，支持中方處理台灣、涉藏、涉疆問題的舉措。」英文版聲明中，是採用「中國」（China），與中文版的「中華人民共和國」有落差，被解讀是中華人民共和國在翻譯上的政治操作。
2020年4月14日，對於2019冠状病毒病疫情在全球擴散，中華民國外交部宣布第2波國際援助行動，其中捐贈160萬片口罩給緬甸在內的8個新南向政策國家。
2021年2月1日，緬甸軍方發動政變，中華民國外交部對於緬甸政治情勢的急遽變化表示關切。21日，中華航空派出救援班機，搭載82名台商與僑民返台。

### 代表機構
中華民國外交部長期沒有在緬甸設立代表機構，主要原因仍是中华人民共和国政府的關係，因此2016年3月前與其有關事務是由駐泰國台北經濟文化辦事處兼轄。
2014年，財團法人國際合作發展基金會（國合會）於緬甸第一大城仰光設立辦事處。2016年3月28日，更名為駐緬甸臺北經濟文化辦事處，由中華民國外交部管轄，並開辦領事業務。
2015年6月22日，緬甸於中華民國首都設立緬甸聯邦共和國駐台北貿易辦事處，以推動雙邊互惠互利的實質關係。後於2021年關閉。

## 經濟

臺灣手機廠商宏達電在仰光的街頭廣告。

### 背景
2011年缅甸民主改革前，因政治考量，在投資法規中雖未明文將中華民國列為禁止直接投資國家，但由於兩國無外交關係，緬甸使領館對中華民國政府所發文件或驗證的文件，均不予驗證，造成赴緬甸投資必須以設在第3地（香港、新加坡、泰國等）的公司名義提出。緬甸進口商申請要進口中華民國產品，所提發票也必須是第3地公司所開，才可獲准核發進口許可證，並以美元進行國際交易轉移，且只能經由東南亞的新加坡、馬來西亞、泰國及香港等少數幾家銀行進行緬甸信用狀押匯等業務。此外，緬甸港口設施落後，使得貨船運量受限，出口至緬甸或自緬甸進口的貨物大多經由新加坡換船再運往兩國，致使兩國貿易需採間接方式，造成諸多限制與雙邊經貿交流的不順利。
自從2011年3月緬甸政府宣示政經改革開放以來，中華民國政府多次向緬甸政府要求解除直接貿易及直接投資的限制，而在2013年1月終獲得解除對臺灣廠商經商的相關限制，並適用緬甸投資法相關規定。

### 貿易
2013年，中華民國對外貿易發展協會（外貿協會）於緬甸前首都、最大城市仰光設立台灣貿易中心。2016年，經濟部國際貿易署也在仰光設立駐緬甸代表處經濟組。
| 年分 | 貿易總額    | 貿易總額 | 貿易總額 | 出口至緬甸  | 出口至緬甸 | 出口至緬甸 | 自緬甸進口 | 自緬甸進口 | 自緬甸進口 | 順逆差 |
| 年分 | 金額        | 年增減   | 排名     | 金額        | 年增減     | 排名       | 金額       | 年增減     | 排名       | 順逆差 |
| ---- | ----------- | -------- | -------- | ----------- | ---------- | ---------- | ---------- | ---------- | ---------- | ------ |
| 2017 | 295,411,897 | ▲4.8%    | 64       | 238,240,879 | ▲12.3%     | 51         | 57,171,018 | ▼18.0%     | 79         | 順差▲  |
| 2018 | 342,710,507 | ▲16.0%   | 64       | 271,354,598 | ▲13.9%     | 49         | 71,355,909 | ▲24.8%     | 76         | 順差▲  |
| 2019 | 312,692,446 | ▼8.8%    | 61       | 242,188,136 | ▼10.7%     | 48         | 70,504,310 | ▼1.2%      | 70         | 順差▼  |
| 2020 | 269,486,000 | ▼13.8%   | 64       | 206,476,697 | ▼14.7%     | 48         | 63,009,303 | ▼10.6%     | 74         | 順差▼  |
| 2021 | 234,641,552 | ▼12.9%   | 69       | 172,080,288 | ▼16.7%     | 58         | 62,561,264 | ▼0.7%      | 86         | 順差▼  |
| 2022 | 284,939,342 | ▲21.4%   | 68       | 191,664,036 | ▲11.4%     | 59         | 93,275,306 | ▲49.1%     | 76         | 順差▼  |
| 2023 | 212,744,294 | ▼25.3%   | 72       | 132,684,261 | ▼30.8%     | 65         | 80,060,033 | ▼14.2%     | 76         | 順差▼  |
| 2024 | 167,977,956 | ▼21.0%   | 74       | 95,597,363  | ▼28.0%     | 67         | 72,380,593 | ▼9.6%      | 73         | 順差▼  |

2023年的兩國貿易項目如下：
出口至緬甸的前10大項目為：合成纖維絲紗梭织物；用塑料加工之紡織物；針織或鉤針織圈絨織物；其他針織或鉤針織品；捲筒或平版之纸與纸板；不帶毛之牛、馬類動物鞣制皮革或胚皮革；熱軋之铁或非合金鋼扁軋製品；帶羽毛或羽絨之鳥皮與鳥之其他部分及其粉末或廢料；有機表面活性剂、洗滌與清潔製劑；拉鏈及其零件等。
自緬甸進口的前10大項目為：油料種子與油質果实；木材；去莢之乾豆類蔬菜；甲殼類動物；車輛之零件與附件；箱盒袋類容器；針織或鉤針織T恤、汗衫與其他背心；鋼鐵結構物及其零件，以及鋼鐵製板、桿、角形、型、管；光纖或光纖傳輸纜、偏光性材料所製之片與板、光學透鏡、稜鏡、反射鏡與其他光學元件；女用或女童用服飾等。

### 投資
臺商雖早於1990年前後即前往緬甸從事成衣代工，全盛時曾達數百家大小成衣廠，但自緬甸因人權問題遭到歐美國家制裁後，臺商便退出緬甸轉進中國大陸與东南亚国家联盟。近年來隨著緬甸的政治經濟開放，許多臺商因而回流投資。但因緬甸與中國大陸關係緊密，特意與臺灣疏遠，使臺商投資無法獲得外交支援。 2017年，「緬甸臺灣投資窗口」啟用。
根據中華民國經濟部投資審議司統計，截至2024年2月，臺商赴緬甸總投資金額約4.94億美元，計有50件。主要投資行業：玻璃纤维水塔、自行車、成衣、光學鏡片、冷氣空調、包裝膠帶、紙箱、建築、木材、农业、鞋、繡花、汽車零件、化妝品、旅行社、PE帆布加工、餐飲、珠寶首飾、水產、航空、金融等，也有與當地合資開發工業區與經營進口產品代理業務，投資廠商以中小企業為主，近年亦有較大型企業進駐；緬甸赴臺灣總投資金額約0.06億美元，計有34件。主要投資項目以支援服務業、制造业與批發零售業為主。
另根據緬甸投資暨公司管理局統計，截至2023年4月，臺商赴緬甸總投資金額約2.09億美元，計有48件，排名第15。由於緬甸在2013年之前限制中華民國直接投資，因此必須以設在第3國的公司名義前往，故實際投資金額與件數要高於緬甸官方統計，而緬甸臺商總會則估計投資金額超過10億美元。
前往緬甸投資設廠的臺商多集中於第1大城仰光，逐漸延伸至鄰近的勃固省、伊洛瓦底省，另有臺商於鄰近仰光的迪拉瓦經濟特區投資設廠，中部的曼德勒省與鄰近地區則較少。

### 農業
臺灣的農友種苗有限公司設立於1968年，該公司於1994年進入緬甸市場，並於1996年與緬甸農業暨灌溉部合作，在最大城市仰光近郊的伊洛瓦底省設立農業學校，教導農民種植瓜果類作物。其中以西瓜與洋香瓜種苗在緬甸的推廣最為成功，西瓜種苗在緬甸的市佔率達到90%，除了供應緬甸的內需市場外，甚至外銷中國大陸。有臺灣媒體將之喻為「西瓜外交」。
2014年，簽署《臺緬農業合作備忘錄》。

### 會展
臺緬局長級經貿對話（2015年）、臺緬副局長級期中檢討會議（2016年）、臺緬民間經濟聯席會議（2016年第2屆）、臺緬產業鏈結合作會議（2018年）、臺緬合作論壇（2019年）、 臺緬投資論壇（2021年）等。

### 臺商組織／臺資銀行
截至2023年，在緬甸的臺商約270家，自2021年緬甸軍事政變後，部分臺商已暫停營運或撤離。目前已成立：緬甸臺商總會、緬甸臺灣商貿會、緬甸留臺同學會。
2016年，臺灣的玉山商業銀行獲得緬甸中央銀行核准設立分行。2020年，國泰世華商業銀行、兆豐國際商業銀行亦獲准設立分行。臺灣銀行、彰化銀行、華南銀行、第一商業銀行、元大商業銀行、臺灣中小企業銀行、臺灣新光商業銀行、台新國際商業銀行、中國信託商業銀行、合作金庫商業銀行等10家臺資銀行則獲准在緬甸設立代表人辦事處。另有永豐金租賃設立辦事處。

## 簽證

持中華民國護照的中華民國國民簽證要求分布圖：入境緬甸可以電子簽證。

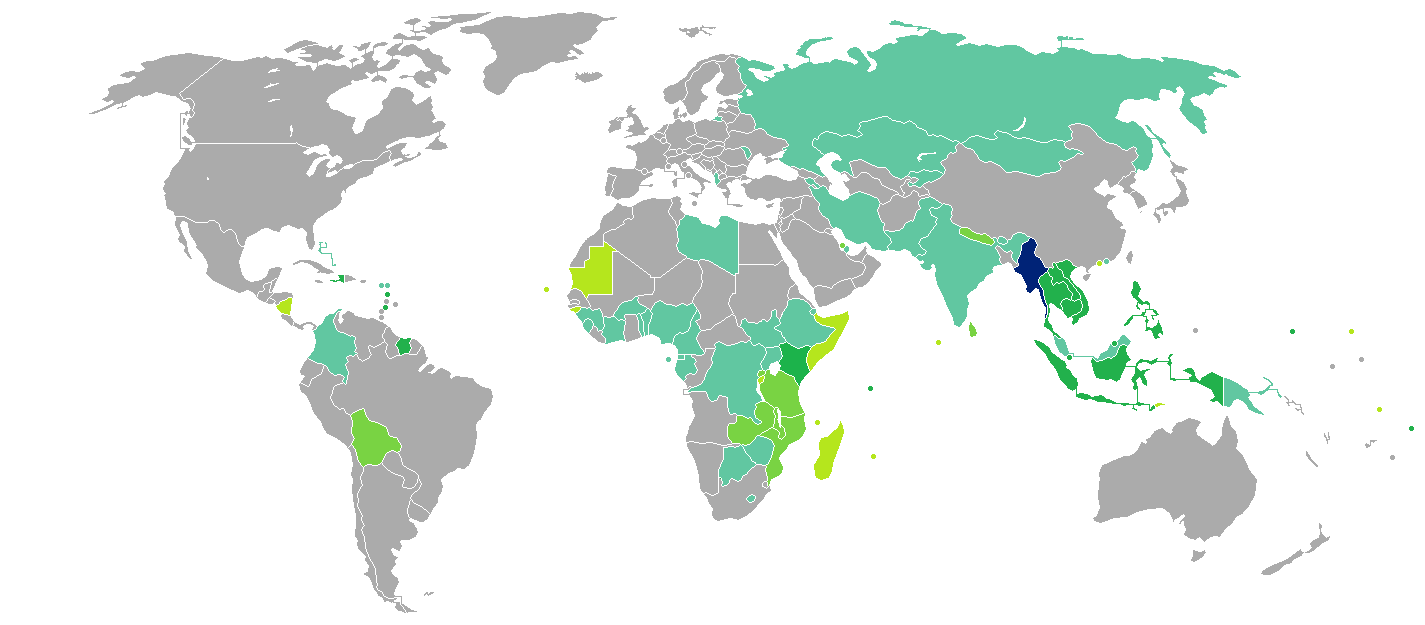
持緬甸護照的緬甸國民簽證要求分布圖：入境中華民國需要簽證。

兩國國民皆須申請簽證方可入境對方國家。持有中華民國護照的中華民國國民可以電子簽證的方式入境緬甸，經由仰光國際機場、奈比多國際機場、曼德勒國際機場，以及6個陸地邊境檢查站入境，觀光簽證停留最多28天、商務簽證停留最多70天。若因探親等其他需要，仍須辦理紙本簽證。經緬甸轉機，宜先向鄰近的緬甸駐外使領館申辦過境簽證，可停留24小時。
持有緬甸護照的緬甸國民符合特定要求者，可透過中華民國政府的「東南亞國家人民來臺先行上網查核」申請免簽證，停留最多14天；抵台參加團客旅遊，或由中央政府機關主辦、協辦或贊助之國際會議、運動賽事、商展或其他活動，可以電子簽證入境中華民國，停留最多30天並不得延期。

## 交通

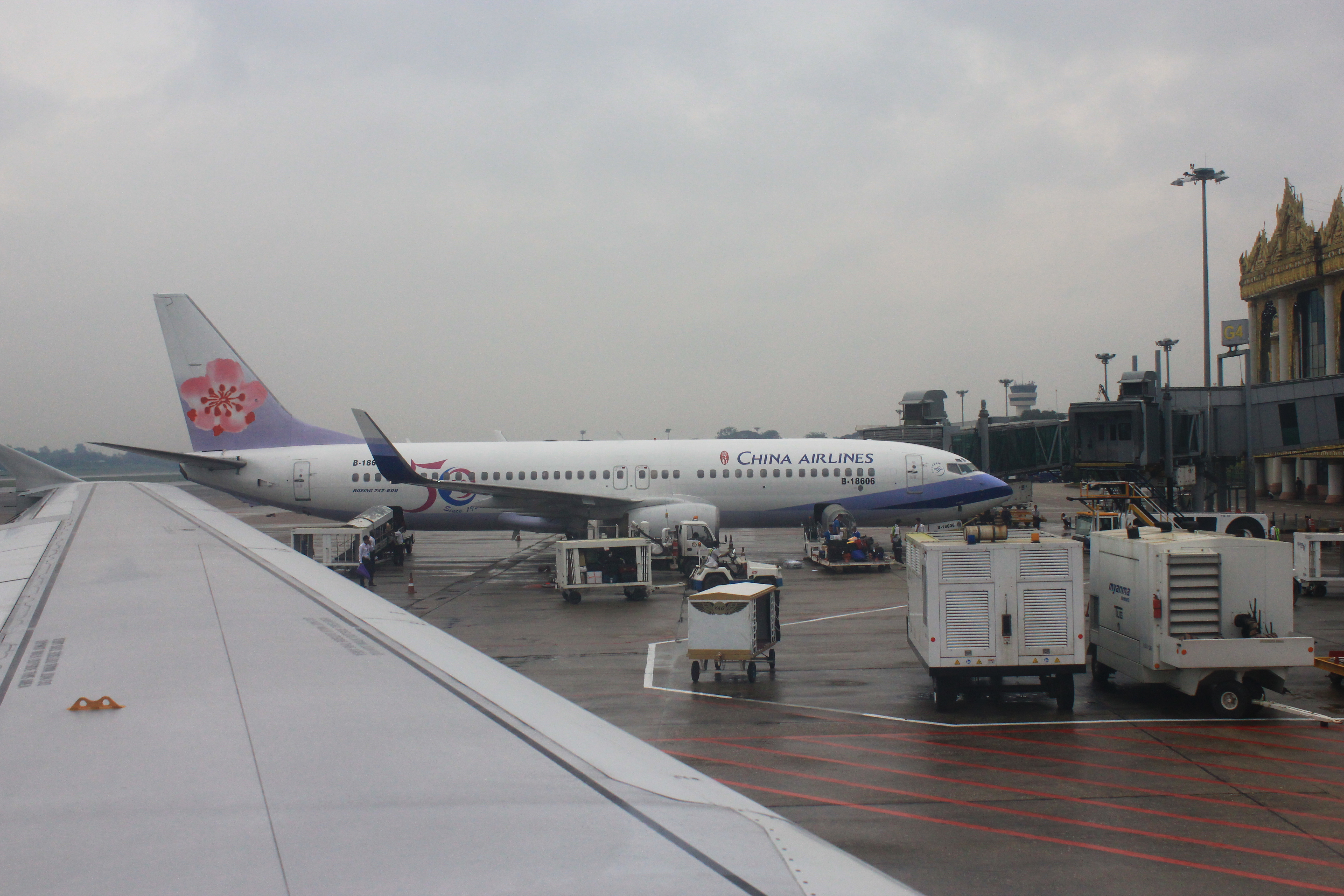
中華航空B737-800飛機停靠於仰光國際機場。

### 航空

#### 客運
兩國有直航班機，雙邊航班來往的城市如下（截至2023年6月19日）：
| 中華民國 | 緬甸（按照都會區人口排列）                            |
| -------- | ----------------------------------------------------- |
| 台北     | 仰光（中華航空、緬甸國際航空） 曼德勒（緬甸國際航空） |

## 外部連結
| - 中華民國外交部－緬甸聯邦共和國簡介 （页面存档备份，存于） - 駐緬甸臺北經濟文化辦事處（Twitter、僑務組） - 外交部領事事務局－國外旅遊警示分級表 - 中華民國衛生福利部－國際旅遊疫情建議等級 - 中華民國國際經濟合作協會 （页面存档备份，存于） - 仰光台灣貿易中心（Facebook） | 国际关系主题 中華民國主题 緬甸主题 东南亚主题 |